# Exostema purpureum
Exostema purpureum är en måreväxtart som beskrevs av August Heinrich Rudolf Grisebach. Exostema purpureum ingår i släktet Exostema och familjen måreväxter.
Artens utbredningsområde är Kuba.

## Underarter
Arten delas in i följande underarter:
- E. p. avenium
- E. p. purpureum
- E. p. mensurense